# Millsap
Millsap – miasto w Stanach Zjednoczonych, w stanie Teksas, w hrabstwie Parker.